# Isabel Escudero Pitarch
Isabel Escudero Pitarch (Borriana, 30 de juny de 1950) és una política valenciana, diputada a les Corts Valencianes en la V, VI i VII legislatures.

## Biografia
Es llicencià en filosofia i lletres a la Universitat Complutense de Madrid i treballà com a catedràtica de geografia i història en ensenyament secundari. Militant del PSPV-PSOE, ha estat regidora de l'ajuntament de Vistabella del Maestrat i fou escollida diputada per la província de Castelló a les eleccions a les Corts Valencianes de 1999, 2003 i 2007, on ha estat portaveu de cultura del Grup Socialista a les Corts Valencianes. En el Congrés del PSPV de 2004 fou nomenada vicesecretària general i portaveu d'afers culturals.
Fou vicepresidenta segona de les Corts Valencianes de 2007 a 2011. Forma part de diverses organitzacions com Col·lectius de Defensa de la Llengua, Amnistia Internacional i Acció Cultural del País Valencià, etc.